# La Clusa d'Amunt
La Clusa d'Amunt, o de Dalt (sovint també anomenada la Clusa Alta), és un poble de la comuna vallespirenca de les Cluses, a la Catalunya del Nord.
És al centre del terme comunal, a ran de l'autopista la Catalana, que passa lleugerament més elevada pel costat de llevant del poble, i enlairada damunt de la carretera D - 900, que passa pel seu costat de ponent. S'hi accedeix des de la Clusa del Mig per la carretera D - 71b, que segueix quasi paral·lela a l'autopista. El poble actualment és quasi del tot despoblat, ja que només hi queden unes cinc cases de les que havia tingut.
La seva església romànica de Santa Maria, o Sant Nazari, del segle xi, exerceix de parroquial de tot el terme comunal de les Cluses.